# Boavista Futebol Clube Timor-Leste
Maillots
Boavista Futebol Clube Timor-Leste est un club timorais de football basé à Dili, la capitale du Timor oriental. 

## Histoire
Le club est fondé le 3 février 1986 sous le nom de Carsae Futebol Clube à Dili. Il participe sous ce nom au championnat de première division, la Primeira Divisaun, dès l'édition inaugurale, lors de la saison 2015-2016, qu'il termine à la 6e place. 
En 2018, il prend son nom actuel, Boavista Futebol Clube et la même année, remporte son premier titre, le championnat, avant d'enchaîner avec une victoire en Supercoupe (Supertaça) face au vainqueur de la Coupe nationale, l'Atlético Ultramar.
En dépit de ce titre de champion, Boavista n'a jusqu'à présent jamais pris part à une compétition continentale, en l'occurrence la Coupe de l'AFC, car l'année suivant son titre, la fédération du Timor oriental n'avait pas suivi la réglementation instaurée par l'AFC au sujet des licences permettant l'inscription aux compétitions continentales.

## Palmarès
- Championnat du Timor oriental :
  - Vainqueur en 2018

- Supercoupe du Timor oriental :
  - Vainqueur en 2018